# Jérôme Ben Aoues
Jérôme Ben Aoues is een Frans traceur. Hij beoefent parkour sinds zijn ontmoeting met Sébastien Foucan, vrijwel meteen na het ontstaan van deze sport. Hij treedt op in één film, Yamakasi - Les samouraï des temps modernes, en drie documentaires: Jump London, Jump Britain en The Making of Jump Britain.
Ben Aoues is een van de traceurs die samen met Foucan geregeld optreden op evenementen om de aan parkour verwante sport freerunning te vertegenwoordigen en onder de aandacht te brengen.